# Xiuladora de la Melanèsia
La xiuladora de la Melanèsia (Pachycephala chlorura) és un ocell de la família dels paquicefàlids (Pachycephalidae).

## Hàbitat i distribució
Habita els boscos de les illes Vanuatu i de la LLeialtat, properes a Nova Caledònia.

## Taxonomia
Considerat dins algunes classificacions una subespècie de Pachycephala pectoralis